# Arno Kasemaa
Arno Kasemaa (früher Arnold Kaskmann, * 28. Augustjul. / 10. September 1915greg. in Karepa, Gemeinde Haljala; † 18. März 1999 in Kiltsi (Väike-Maarja)) war ein estnischer Prosaist.

## Leben und Werk
Arno Kasemaa war der Sohn eines Kleinbauern und absolvierte erst in fortgeschrittenem Alter das Gymnasium für die Arbeiterjugend in Rakvere, nämlich 1957. Danach war er bis 1979 in verschiedenen Orten an der Nordostküste von Estland im Schuldienst, unter anderem in Käsmu.
Nach seiner Pensionierung verlegte er sich aufs Schreiben und erzielte mit seinem Debütroman Strandkiefern (1986) einen großen Publikumserfolg, wohingegen die Kritik sich eher zurückhaltend äußerte und dem Autor eine übermäßige Vorliebe für Kopulationsszenen vorwarf, die sich „im weiteren mit Abenteuergeschichten vom Schnapsschmuggel abwechseln.“ Unumstritten ist indes seine gute Kenntnis des Lebens der Küstenbevölkerung, woraus er auch die Thematik seiner weiteren Romane schöpft.

## Bibliografie
- Rannamännid ('Strandkiefern'). Tallinn: Eesti Raamat 1986. 319 S.
- Rannamännid 2 ('Strandkiefern 2'). Tallinn: Olion 1995. 221 S.
- Oli see armastus ('War es Liebe?'). Tallinn: Eesti Raamat 1995. 87 S.
- Maa ja armastus ('Land und Liebe'). Tallinn: Eesti Raamat 2000. 371 S.
- Metsad kõnelevad ('Die Wälder sprechen'). Tallinn: Eesti Raamat 2001. 263 S.

## Auszeichnungen
- 1996 Eduard-Vilde-Preis